# 富流站
富流站（越南语：／*/?）是越南河老铁路和富奔铁路的一座火车站，位于老街省保勝縣，距河内站262公里。